# Amb l'arma a punt
Amb l'arma a punt (títol original: National Lampoon's Loaded Weapon 1, també coneguda simplement com a Loaded Weapon 1) és una pel·lícula de paròdia estatunidenca de 1993 dirigida i coescrita per Gene Quintano, i protagonitzada per Emilio Estevez, Samuel L. Jackson, Kathy Ireland, Frank McRae, Tim Curry i William Shatner. La pel·lícula parodia principalment les tres primeres pel·lícules d'Arma letal, així com diverses altres com Instint bàsic, Commando, Die Hard, Harry el Brut, Rambo, El silenci dels anyells, Dos bojos amb sort, Límit: 48 hores i sèries de televisió com CHiPs . Amb l'arma a punt es va estrenar el 5 de febrer de 1993. Està doblada al català.

## Argument
Un agent del departament de Los Angeles compta amb l'ajuda d'un veterà a punt de jubilar-se fart de la burocràcia policial que cal seguir. La diferència de caràcters i el cansament latent no impediran que tots dos uneixin les seves forces per resoldre l'assassinat d'una noia.

## Repartiment
- Emilio Estévez com sergent Jack Colt
- Samuel L. Jackson com sergent Wes Luger
- Jon Lovitz com Rick Becker
- Tim Curry com Mr. Jigsaw
- Kathy Ireland com Destiny Demeanor
- Frank McRae com capità Doyle
- William Shatner com general Curtis Mortars
- Denis Leary com Mike McCracken
- F. Murray Abraham com doctor Harold Leacher

## Taquilla
Amb l'arma a punt es va estrenar al número 1 de la taquilla dels EUA i va recaptar gairebé 28 milions de dòlars als Estats Units i al Canadà en total. A nivell internacional, va recaptar 23,2 milions de dòlars per un total mundial de 51,2 milions de dòlars. La pel·lícula, juntament amb Força excessiva i Tres de cors, va ser citada per la seva contribució a les vendes prèvies rècord de New Line el 1992 per un total de 91,2 milions de dòlars.

## Recepció crítica
La pel·lícula va rebre majoritàriament crítiques negatives. Owen Gleiberman, d' Entertainment Weekly, va donar una C a la pel·lícula, comparant-la negativament amb les pel·lícules de Zucker, Abrahams i Zucker, alhora que va assenyalar que "les pel·lícules d' Arma letal, amb la seva explosivitat hiperbòlica, les seves rèpliques espantoses i l'heroi mig boig de Mel Gibson, són ja fent l'ullet a l'audiència (l'any passat, Arma letal 3, pràcticament va convertir el seu propi acudit). No és d'estranyar que aquesta arma acabi disparant bales de fogueig". Lawrence Cohn de Variety va obrir la seva ressenya dient "Més una imitació que una paròdia, aquesta comèdia és molt curta de rialles". Roger Ebert, de The Chicago Sun-Times, va dir que el principal fracàs de la pel·lícula va ser que les pel·lícules d'Arma letal ja contenien bromes del gènere de la pel·lícula policial: "La paròdia no es veu molt diferent de la realitat".
Clifford Terry va tenir una ressenya més variada de la pel·lícula; al Chicago Tribune va remarcar que "els protagonistes de sal i pebre són policies sense sentit i de tret fàcil ràpids fins al seu mateix nom: Colt i Luger. Òbviament, Amb l'arma a punt està pensada com una paròdia de les pel·lícules d' Arma letal, però els punts de referència són realment Boja acadèmia de policia i Agafa-ho com puguis. Una vegada més, l'activitat criminal és el joc, però la ximpleria i la falta de gust criden l'atenció".